# Kurt Warner
Kurtis Eugene "Kurt" Warner (Burlington, Iowa, Estados Unidos; 22 de junio de 1971) es un quarterback retirado de la NFL desde la temporada del 2009. Su último equipo fueron los Arizona Cardinals. Originalmente fue firmado por los Green Bay Packers como un jugador no drafteado en 1994. Jugó fútbol americano colegial para la universidad de Northern Iowa Panthers.

## Carrera
Warner es más conocido por su gran éxito con los St. Louis Rams de 1998 a 2003, donde obtuvo el título del jugador más valioso en 1999 y en 2001, así como el Super Bowl MVP en el Super Bowl XXXIV. Warner está situado como el segundo mejor quarterback con índice de pasador con 94.2 puntos, solo detrás de Steve Young, y el segundo más efectivo con 65.5% de pases completos solo detrás de Chad Pennington.
Al no poder firmar con ningún equipo después del fútbol americano colegial, más que con los Packers que antes de empezar la temporada 1994, estos lo cortaron. De 1994 a 1997 jugó en Arena Football League para los Iowa Barnstormers, ahí tuvo muy buenas temporadas y es considerado como uno de los mejores jugadores de la historia en jugar en la Arena Football League.
Fue en esta época que Warner trabajó surtiendo los estantes en el supermercado Hy-Vee en Cedar Falls, Iowa por US$ 5.50 la hora. Esta historia fue utilizada a menudo como el punto de partida al relato de su ascenso al estrellato de la NFL en 1999. 
También volvió a Northern Iowa trabajando como entrenador asistente, a la vez que seguía con la esperanza de obtener otra oportunidad en la NFL. Sin equipos dispuestos a darle una nueva oportunidad, Warner volvió a la Arena Football League en 1995 con los Iowa Barnstormers. Warner fue nombrado el mejor QB de la AFL en 1996 y 1997 después de conducir a los Barnstormers al campeonato de Arena Bowl en ambas temporadas. El desempeño de Warner (relativamente corto), en la AFL fue tan impresionante que, años más tarde, sería nombrado duodécimo en la lista de los veinte mejores jugadores de esa liga.
Posteriormente participó en NFL Europa en la temporada 1998 con los Amsterdam Admirals, y tras tener una gran temporada firmó un contrato con los St. Louis Rams, donde para la temporada 1999 se convirtió en quarterback titular al lesionarse Trent Green, ese año Warner pasó para 41 touchdowns y 4,353 yardas, lo que le valió que lo distinguieran como el jugador más valioso de la NFL (NFL MVP), también ganó el jugador más valioso del Super Bowl XXXIV, al derrotar a los Tennessee Titans 23-16, en ese juego rompió el récord de más yardas en un Super Bowl con 414 y 2 touchdowns.
Después firmó como quarterback titular de los Arizona Cardinals, tras ganarle el puesto titular a Matt Leinart, Warner tuvo una excelente temporada 2008 lo que ayudó a su equipo a llegar a la postemporada, al ganar el título de la división Oeste de la NFC, el primero de los Cardinals desde 1975.
Durante la Postemporada 2008 Warner llevó a los Cardinals al Super Bowl XLIII, el primero en la historia del equipo. 
En el juego de comodin llevó a los Cardinals a una victoria sobre los Atlanta Falcons por marcador de 30-24, completando 19 de 32, para 271 yardas, con dos touchdowns y una intercepción. 
En el juego de división contra los Carolina Panthers, los Cardinals lograron la victoria por marcador de 33-13, durante ese partido Warner completo 22 de 32 pases, para 220 yardas, con 2 touchdowns y una 1 intercepción.
En el juego de campeonato de la NFC, Warner llevó a los Cardinals a una victoria de 32-25, sobre los Philadelphia Eagles, completando 21 de 28 pases, con 4 touchdowns, sin intercepción, esta victoria le valió a los Cardinals su primer boleto al Super Bowl y el tercero de Warner.
En el Super Bowl XLIII, Warner y los Cardinals fueron derrotados por los Pittsburgh Steelers 27-23, en el partido Warner completó 31 de 43 pases, para 377 yardas, con 3 touchdowns, y una intercepción (regresada a touchdown). Warner posee los 3 records más altos de yardas en un partido de Super Bowl, 414 yardas en el Super Bowl XXXIV, 377 Super Bowl XLIII, y 365 Super Bowl XXXVI. Su marca en Super Bowls es de 1 ganado y 2 perdidos.
En la lista de los 100 mejores jugadores de la historia de la NFL publicada el 4 de noviembre de 2010, Warner fue ubicado como el décimo séptimo mejor QB de todos los tiempos.

## Estadísticas
| Año           | Equipo             | G-S     | Pases Int.-Comp. | Yardas | Pct. | TDs | Int. | Largo | Sacks-Perdidas | Pct pase | Récord inicio |
| ------------- | ------------------ | ------- | ---------------- | ------ | ---- | --- | ---- | ----- | -------------- | -------- | ------------- |
| 1990          | UNI Panthers       |         | 13-8             | 141    | .615 | 2   |      |       |                |          |               |
| 1991          | UNI Panthers       |         | 25-15            | 25     | .600 | 0   |      |       |                |          |               |
| 1992          | UNI Panthers       |         | 18-5             | 69     | .278 | 0   |      |       |                |          |               |
| 1993          | UNI Panthers       |         | 296-173          | 2,747  | .584 | 17  |      |       |                |          |               |
| 1995          | Iowa Barnstormers  | 14-14   | 400-237          | 2,980  | .593 | 43  | 14   |       | 0-0            | 94.70    | 7-5           |
| 1996          | Iowa Barnstormers  | 14-14   | 422-259          | 3,336  | .614 | 61  | 15   |       | 0-0            | 107.49   | 12-2          |
| 1997          | Iowa Barnstormers  | 14-14   | 498-322          | 4,149  | .647 | 79  | 14   |       | 0-0            | 118.55   | 11-3          |
| 1998          | Amsterdam Admirals | 10-10   | 326-165          | 2,101  | .506 | 15  | 6    |       | 0-0            | 78.8     | 7-3           |
| 1998          | St. Louis Rams     | 1-0     | 11-4             | 39     | .364 | 0   | 0    | 21    | 0-0            | 47.7     | 0-0           |
| 1999          | St. Louis Rams     | 16-16   | 499-325          | 4,353  | .651 | 41  | 13   | 75    | 29-201         | 109.2    | 13-3          |
| 2000          | St. Louis Rams     | 11-11   | 347-235          | 3,429  | .677 | 21  | 18   | 85    | 20-115         | 98.3     | 8-3           |
| 2001          | St. Louis Rams     | 16-16   | 546-375          | 4,830  | .687 | 36  | 22   | 65    | 38-233         | 101.4    | 14-2          |
| 2002          | St. Louis Rams     | 7-6     | 220-144          | 1,431  | .655 | 3   | 11   | 43    | 21-130         | 67.4     | 0-6           |
| 2003          | St. Louis Rams     | 2-1     | 65-38            | 365    | .585 | 1   | 1    | 37    | 6-38           | 72.9     | 0-1           |
| 2004          | N.Y. Giants        | 10-9    | 277-174          | 2,054  | .628 | 6   | 4    | 62    | 39-196         | 86.5     | 5-4           |
| 2005          | Arizona Cardinals  | 10-10   | 375-242          | 2,713  | .645 | 11  | 9    | 63    | 23-158         | 85.8     | 2-8           |
| 2006          | Arizona Cardinals  | 6-5     | 168-108          | 1,377  | .643 | 6   | 5    | 64    | 14-104         | 89.3     | 1-4           |
| 2007          | Arizona Cardinals  | 14-11   | 441-281          | 3,417  | .623 | 27  | 17   | 62    | 20-140         | 89.8     | 5-6           |
| 2008          | Arizona Cardinals  | 16-16   | 598-401          | 4,583  | .671 | 30  | 14   | 79    | 26-182         | 96.9     | 9-7           |
| 2009          | Arizona Cardinals  | 15-15   | 513-339          | 3,753  | .661 | 26  | 14   | 45    | 24-172         | 93.2     | 10-5          |
| Totales (NFL) | Totales (NFL)      | 124-116 | 4,070-2,666      | 32,344 | .655 | 208 | 128  | 85    | 260-1,669      | 93.7     | 67-50         |
| Postemporada  | Postemporada       | 13-13   | 462-307          | 3,952  | .665 | 31  | 14   | 92    | 19-96          | 102.8    | 9-4           |